# Skydance Media
Skydance Media är ett amerikanskt mediebolag som grundades 2006 av David Ellison. Bolaget producerar bland annat filmer, teveserier, och dataspel.
Juli 2024 tillkännagavs att bolaget planerar en sammanslagning med Paramount Global.